# Ozolles
Ozolles är en kommun i departementet Saône-et-Loire i regionen Bourgogne-Franche-Comté i östra Frankrike. Kommunen ligger i kantonen Charolles som tillhör arrondissementet Charolles. År 2022 hade Ozolles 371 invånare.

## Befolkningsutveckling
Antalet invånare i kommunen Ozolles
| Referens: INSEE |